# Govariante
Govarianten sind Spiele, die auf dem traditionellen chinesischen Brettspiel Go basieren.

## Varianten, die die Regeln des Go verwenden
- Rengo. Go zu viert
- Zen-Go. Go zu dritt. Es wird reihum gesetzt, so dass man abwechselnd Schwarz und Weiß spielt.
- Go auf Brettern mit anderem Format als den gängigen Quadraten 19×19, 13×13 oder 9×9. Go kann auf jedem endlichen ungerichteten Graphen gespielt werden, wobei die Knoten des Graphen den Schnittpunkten entsprechen.
- Blind-Go. Go im Kopf, analog zum Blindschach
- Mekura-Go (Ein-Farben-Go). Mildere Form des Blind-Go: Steine beider Farben werden auf dem Brett mit Steinen nur einer Farbe dargestellt

## Varianten, die auf den Regeln von Go basieren
- Atari-Go. Wer zuerst etwas fängt, gewinnt; bekannt als Übung für Go-Anfänger
- Poker-Go. (Lothar Teikemeier, 1988). Go mit Ereigniskarten
- Keima-Go. In einem Zug werden 2 Steine gesetzt, die einen Springerzug Abstand zueinander haben
- Rund-Go. Go auf einem besonderen, kreisförmigen Brett
- 1000-Volt-Go (Ralf Gering, 1988). Neu gesetzte Steine ziehen andersfarbige Steine an und stoßen gleichfarbige Steine ab.
- Drei-Steine-Go. Go, bei dem beide Spieler abwechselnd drei Steine setzen. Kann auch mit mehr Steinen gespielt werden.
- Sieben-Gewinnt. Sieben Steine in einer Reihe gewinnen das Spiel. Es gelten die Go-Schlagregeln.
- Nein-Go. Der Gegner darf jede Runde 1× Widerspruch gegen einen Zug einlegen, so dass man auf eine andere Stelle als geplant spielen muss.
- Phantom-Go. Go, bei dem man zunächst nur die eigenen Steine sieht, so dass ein Schiedsrichter erforderlich ist. Es ist somit kein Spiel mit perfekter Information.
- Kontinuum-Go. Die Steine (kreisrund mit gegebenem Durchmesser) werden an eine frei wählbare Position (reelle Koordinaten) auf das Spielbrett gesetzt, sie dürfen sich nicht überlappen oder aus dem Brett herausragen. Zwei Steine A1, A2 der Partei A sind verbunden, wenn es nicht ein Paar B1, B2 der Partei B gibt derart, dass die Verbindungsstrecken zwischen den beiden Steinen eines Paars einander überkreuzen und der Abstand zwischen B1 und B2 kleiner ist als der zwischen A1 und A2. Eine Kette ist wie im normalen Go definiert: gleichfarbige Steine, die miteinander verbunden sind. Eine Kette hat eine Freiheit, wenn es noch Platz gibt, einen Stein so zu setzen, dass er mit einem Stein der Kette verbunden ist. Ketten ohne Freiheit werden geschlagen.
Alternative Definition: zwei gleichfarbige Steine sind verbunden, wenn der Abstand ihrer Mittelpunkte kleiner ist als das {\displaystyle {\sqrt {2}}}-fache des Steindurchmessers.
Gewinnbedingung kann z. B. sein, am Ende des Spiels, nachdem beide Spieler gepasst haben, mehr Steine auf dem Brett zu haben als der Gegner.
- Dart-Go. Es wird versucht, auf einem Dart-Board gültige Koordinaten für das Setzen seines Go-Steines zu erwerfen. Gelingt das nicht, muss gepasst werden.

## Sonstige Varianten
- Gach – Schachähnliches Spiel mit aus mehreren Go-Steinen zusammengesetzten Spielfiguren.